# Boy (film, 2010)
 (décembre 2021).
Si vous disposez d'ouvrages ou d'articles de référence ou si vous connaissez des sites web de qualité traitant du thème abordé ici, merci de compléter l'article en donnant les références utiles à sa vérifiabilité et en les liant à la section « Notes et références ».
Pour les articles homonymes, voir Boy.
Pour plus de détails, voir Fiche technique et Distribution.
Boy est une comédie dramatique néo-zélandaise réalisée par Taika Waititi et sortie en 2010.

## Synopsis
En 1984, Boy est un garçon Maori de 12 ans qui, à la suite de la mort de sa mère et de l'abandon de son père, vit dans un village avec ses cousins, son frère Rocky et leur grand-mère. Il est fan de Michael Jackson et de son père, Alamein, qu'il croit être un héros. Lorsque son père rentre après plusieurs années d'absence, l'image mythique qu'il s'en faisait fait face à la réalité d'un père ivrogne, violent et drogué.

## Fiche technique
- Titre : Boy
- Réalisation : Taika Waititi
- Scénario : Taika Waititi
- Directeur de la photographie : Adam Clark
- Montage : Chris Plummer
- Musique : The Phoenix Foundation (en)
- Producteur : Cliff Curtis, Emanuel Michael et Ainsley Gardiner
  - Coproducteur : Merata Mita
  - Producteur associé : Richard Fletcher
  - Producteur exécutif : Georgina Allison
- Production : Unison Films et Whenua Films
- Distribution : Paladin et Les Films du Préau
- Pays :  Nouvelle-Zélande
- Lieu de tournage : Waihau Bay,  Nouvelle-Zélande
- Genre : Comédie dramatique
- Durée : 1 h 28
- Dates de sortie :
  -  États-Unis : 22 janvier 2010
  -  Nouvelle-Zélande : 25 mars 2010
  -  Royaume-Uni : juin 2010
  -  Australie : 26 août 2010
  -  France : 12 septembre 2012

## Distribution
- James Rolleston : Boy
- Te Aho Eketone-Whitu : Rocky
- Taika Waititi : Alamein
- RickyLee Waipuka-Russell : Chardonnay
- Haze Reweti : Dallas
- Moerangi Tihore : Dynasty
- Cherilee Martin : Kelly
- Maakariini Butler : Murray

## Édition
Le film est disponible en DVD, édité en 2013 par Arte-Éditions dans la collection « En famille » avec sous-titres français. Dans les bonus du DVD : le premier court métrage du réalisateur Two cars, one night, nommé aux Oscars en 2005.

## Séquence post-générique
Le film comporte une séquence post-générique rendant un double hommage au clip de Thriller et à celui de Poi E, un morceau culte des années 80 et de la culture maorie.

## Distinctions
- Grand prix au Festival de Berlin, section Génération.
- Prix du jury au festival Cinékid d'Amsterdam.
- Prix du public, festival de Sydney.